# La Vie intellectuelle
La Vie intellectuelle è stata una rivista cattolica francese fondata nel 1928 dal padre domenicano Marie-Vincent Bernadot, su richiesta di papa Pio XI e col sostegno di Jacques Maritain. Le sue pubblicazioni cessarono nel ‘56.
| Controllo di autorità | VIAF (EN) 177032364 · BAV 492/36760 · LCCN (EN) n84804013 · GND (DE) 4842242-3 · BNF (FR) cb328890612 (data) |